# Tecklenburg
Tecklenburg är en stad i Kreis Steinfurt i det tyska förbundslandet Nordrhein-Westfalen. Tecklenburg, som för första gången nämns i ett dokument från år 1226, har cirka 9 000 invånare. Tecklenburg består av fyra Stadtteile: Tecklenburg, Brochterbeck, Ledde och Leeden.